# Temnothorax inquilinus
Temnothorax inquilinus (лат.) — вид мелких муравьёв рода Temnothorax (подсемейство мирмицины). Редкий социальнопаразитический муравей.

## Распространение
Южный берег Крыма (Мыс Мартьян).

## Описание
Мелкие муравьи, самки желтовато-коричневого цвета, рабочие — охристо-желтые (длина тела около 3 мм). Голова и большая часть груди гладкие и блестящие. Глаза крупные, расположены в посередине боковых краев головы. Стебелёк между грудью и брюшком состоит из двух члеников: петиолюса и постпетиолюса (последний четко отделен от брюшка), жало развито, куколки голые (без кокона). Проподеум с 2 короткими и широкими проподеальными шипиками. Брюшко гладкое и блестящее. По общему габитусу сходны с муравьями рода Temnothorax, социальными паразитами которых они и являются.

## Охранный статус
Вид признан МСОП находящимся в уязвимом положении и включен в международный Список муравьёв, занесённых в Красный список угрожаемых видов МСОП в статусе «Уязвимый вид» (Vulnerable, VU).

## Систематика
Вид был впервые описан в 1989 году украинским мирмекологом Александром Радченко (Институт зоологии НАНУ, Киев) по типовому материалу из Крыма.
В 2014 году в ходе ревизии подсемейства мирмицины было предложено синонимизировать род Chalepoxenus с родом Temnothorax, в связи с чем вид Chalepoxenus tauricus был переименован в Temnothorax inquilinus Ward, Brady, Fisher & Schultz, 2014 (из-за идентичности со старым именем Temnothorax tauricus Ruzsky, 1902; вторичная омонимия по МКЗН).